# Peștera cu Oase

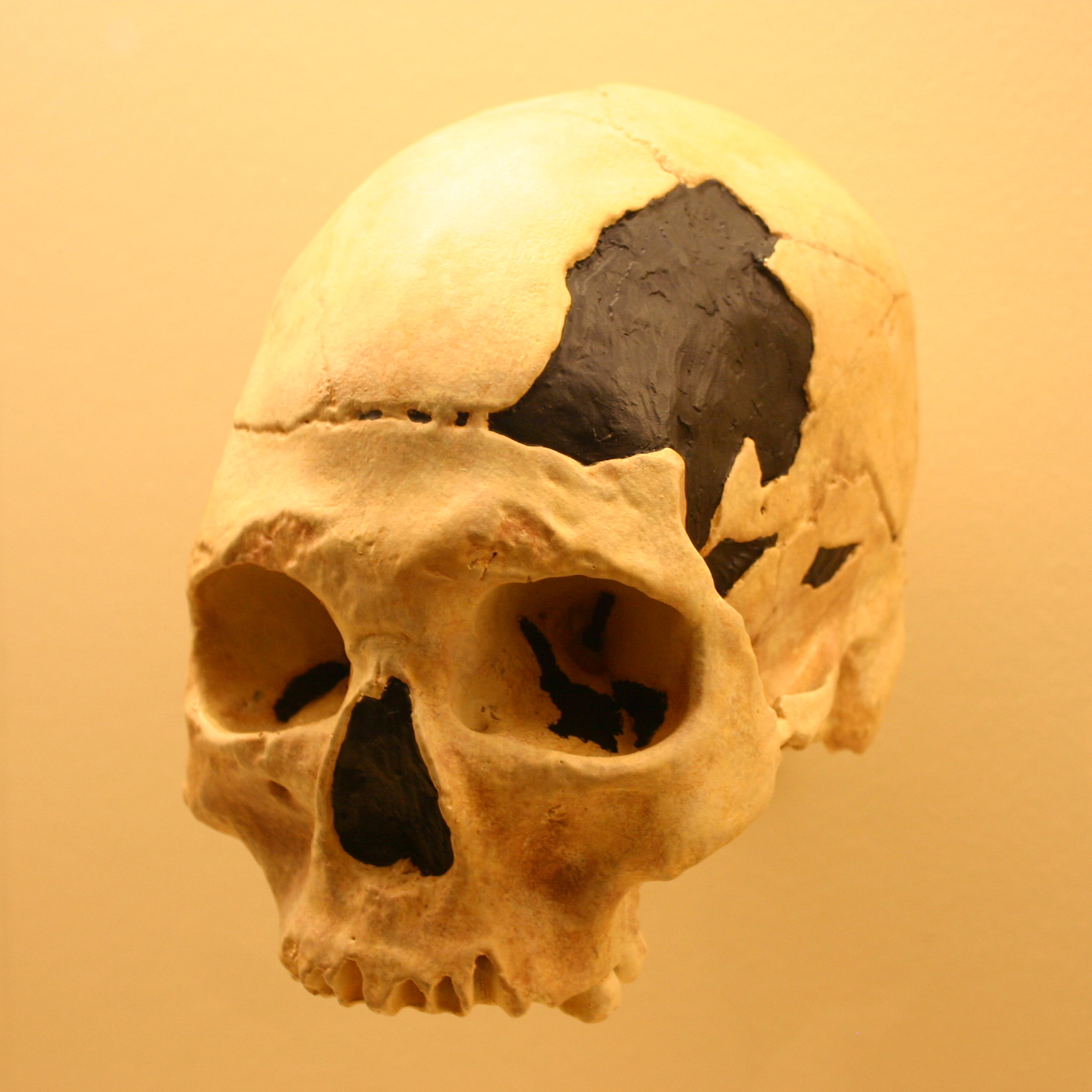
Restos humanos com cerca de 40000 anos encontrados em Peștera cu Oase

Peștera cu Oase ("Caverna com Ossos") é um sistema de 12 galerias e câmaras encontrados em cársticas localizado em N. 45° 01’; E. 21° 50’ dentro do sistema cárstico de Miniş Valley, nos montes Cárpatos do sudoeste, próximo a Anina, no sudoeste da Romênia. A caverna é famosa por lá terem sido encontrados, em 2002, os restos mais antigos de humanos modernos (entre 35 e 40 milhares de anos) na Europa.

## Descobertaspaleoantropológicas
Em fevereiro de 2002, uma expedição espeleológica que explorava o sistema, revelou uma câmara desconhecida com uma abundância de restos de esqueletos de mamíferos. A caverna, que parecia servir para hibernação de ursos-das-cavernas da Pleistoceno Superior, apresentava arranjos pouco usuais como alguns ossos em cima de rochas elevadas do piso da caverna, sugerindo um certo envolvimento humano nos depósitos. De fato, os espeleólogos Ştefan Milota, Adrian Bîlgăr e Laurenţiu Sarcina descobriram uma mandíbula humana completa na antiga superfície. A câmara cárstica foi chamada "Peştera cu Oase" ("Caverna com Ossos") e a mandíbula humana "Oase 1".
Dois laboratórios forneceram datações por radiocarbono independentes de aproximadamente 35 mil anos a.C., ou cerca de 40 500 anos em anos com calendário calibrado para a mandíbula inferior. Características discretas congruentes e as proporções gerais do fóssil “Oase 1” revelaram atributos especificamente humanos, colocando-o próximo aos primeiros humanos modernos do Pleistoceno Superior. O fóssil está entre os poucos achados na Europa que puderam ser diretamente datados e é considerado o fósil de humano moderno mais antigo da Europa. Por estar em uma localidade próxima das Portas de Ferro no corredor danubiano [en], esse pode ser um representante de uma das primeiras populações humanas a adentrar o continente europeu.
Contrariamente a essa teoria, "Oase 1" exibe características morfológicas de uma variedade de Homo arcaicos, humanos modernos e possivelmente características Neandertais.
Em junho de 2003 uma equipe de pesquisa formada por Ştefan Milota, Ricardo Rodrigo e Mircea Gherase deu seguimento à descoberta inicial e descobriu mais restos humanos na caverna. Assim, todo um esqueleto craniano inteiro foi encontrado, junto com um osso temporal esquerdo quase completo e alguns segmentos de osso frontal, parietal e occipital.
Enquanto a madíbula inferior de "Oase 1" é plenamente amadurecida (adulta), o esqueleto facial é o de um adolescente de aproximadamente 15 anos, assim, correspondendo a um segundo indivíduo, chamado de "Oase 2". Análises posteriores revelaram que osso temporal esquerdo representa um terceiro indivíduo, que pode ser um adolescente ou uma mulher adulta, que foi chamado de "Oase 3". No entanto, pesquisas adicionais tem mostrado que o osso temporal deriva do mesmo crânio dos ossos facial e parietal de "Oase 2". A falta de sinais arqueológicos como tochas, carvão ou ferramentas poderia sugerir que os restos humanos tenham sidoi levados para a caverna por fluxos de água através das fissuras das rochas.
"Oase 2" e "Oase 3" confirmam um padrão já conhecido pela mandíbula provavelmente contemporânea de "Oase 1", indicando uma mistura de características morfológicas arcaicas, de humanos modernos e neandertais. Assim, os especimens exibem uma série de características humanas, como queixo protuberante, ausência de tórus supra-orbital e uma caixa craniana alta e arredondada. Ainda assim, essas características estão associadas a uma série de aspectos arcaicos do crânio e da dentição que os colocam fora da faixa de variação para humanos modernos, como a rosto largo, um grande volume ósseo atrás do ouvido e dentes grandes que ficam ainda maiores quando próximos do fundo da boca. Esse mosaico humano moderno-Neandertal lembra as características de um fóssil de 25 mil anos encontrado em Abrigo do Lagar Velho ou o de 31 mil anos de Mladeč.
Peştera cu Oase ainda é objeto de pesquisas em andamento. Achados da campanha de 2005 estão sendo examinados no Instituto Romeno de Espeleologia "Emil Racovita", na Universidade Nacional Australiana (Espectroscopia de ressonância paramagnética electrónica e datação pela série do urânio em 21 amostras de osso/dentes e 29 amostras de sedimentos), na Universidade de Bristol (análise da série do urânio em 22 amostras de ossos), na Universidade de Bergen, (datação pela série do urânio em 7 amostras),na Universidade de Oxford (datação por AMS de radiocarbono em 8 amostras de ossos/dentes), no Instituto Max Planck (análise isotópica em DNA antigo em 37 amostras de ossos/dentes) e na Universidade de Viena (datação por AMS de radiocarbono em 25 amostras de ossos/dentes).
Um crânio encontrado em Peştera cu Oase em 2004/5 porta características tanto de humanos modernos como de Neandertais. De acordo com um artigo de Erik Trinkaus e outros, publicado na PNAS em janeiro de 2007, esse achado sugere que os dois grupos se cruzaram há milhares de anos. Datação por radiocarbono indica que o crânio tem entre 35 e 40 milhares de anos, o que o transforma no fóssil humano mais antigo já encontrado na Europa.

## Implicações para a pesquisa
O contraste marcante entre entre o conjunto de características da modernidade morfológica de humanos modernos antigos e dos Neandertais clássicos tardios, assim como as grande diferenças de DNA tem sugerido uma grande descontinuidade física antropológica e assim, uma substituição completa de população durante a transição do Paleolítico Médio para o Superior, levando o que pode ser chamado de modelo "Fora da África com Substituição Total".
No entanto, datações mais diretas de fósseis tem demonstrado que restos de humanos modernos eram na verdade de meados/final do Holoceno, dessa forma muito mais recente do que era suposto.
Nesse contexto, a importância particular dos achados de "Peştera cu Oase" está tanto na mistura de características de humanos modernos e arcaicos (Neandertal) como no fato de estarem suficientemente completos para serem taxonomicamente diagnosticados e datados dirtetamente. Assim, os fósseis de Oase se sobrepõem no tempo em aproximadamente 5 mil anos com Neandertais tardios como os de Vindija, na Croácia, datados em ~32 mil anos de radiocarbono AP ou Arcy-sur-Cure, na França em ~34 mil anos de radiocarbono AP. Além disso, a noção de que o povo de Oase viveu em uma época muito próxima do período de contato com os Neandertais é consistente com as suas características arcaicas e encontra suporte adicional nos padrões de distribuição espaço-temporal dos restos de Neandertais datados mais próximos do presente.
Uma vez que a genética não rejeita a hipótese de miscigenação entre modernos e neandertais, e que as evidências morfológicas e arqueológicas sugerem que linhagens Neandertais sobreviveram até o final do Paleolítico Superior, os achados de "Peştera cu Oase" fornecem um forte argumento em favor da hipótese de miscigenação entre humanos modernos e neandertais.
Usando o argumento da sobreposição cronológica e a mistura morfológica, esse modelo assume uma significativa miscigenação humano moderno/neandertal, sugerindo que quando chegaram ao continente europeu humanos modernos se misturaram e cruzaram com neandertais.
Basicamente, o modelo sugere que:
| “ | Quando humanos modernos adentraram a Europa, encontraram pessoas com as mesmas capacidades cognitivas e níveis idênticos de desenvolvimento cultural. Em tal situação, todo o escopo de situações de interação, do conflito e distanciamento mútuo a total miscigenação, deve ocorrido no nível local e regional. Mas o resultado na perspetiva continental de longo-prazo foi a mistura cultural e biológica como o equilíbrio genético pendendo para a predominância da reserva genética humana moderna o que resultou no desaparecimento das linhagens de mtDNA neandertais dentre os humanos sobreviventes posteriores." | ” |